# Bandera de Flandes
La bandera de Flandes, anomenada col·loquialment Vlaamse Leeuw ("lleó flamenc") o leeuwenvlag ("bandera del lleó") en neerlandès, és la bandera de la regió belga de Flandes. La bandera fou adoptada oficialment pel Consell de la Cultura de la Comunitat Cultural neerlandesa (Cultuurraad voor de Nederlandse Cultuurgemeenschap) el 1973
, i més tard, el 1985, pel seu successor, el Parlament flamenc. El 1990, també s'adoptà l'escut d'armes com un símbol oficial.
També representa al moviment social flamenc, amb la petita variació en que el lleó té la llengua i les urpes negres en comptes de vermelles.

## Disseny
La bandera mostra un lleó rampant en sable contornejat en blanc i armat en gules (és a dir, amb la llengua i les urpes vermelles) sobre un camp groc. La ràtio és 2:3.

## Banderes similars

Moviment popular flamenc.
Marcgraviat de Meissen, jurisdicció feudal medieval de frontera del Sacre Imperi Romanogermànic.
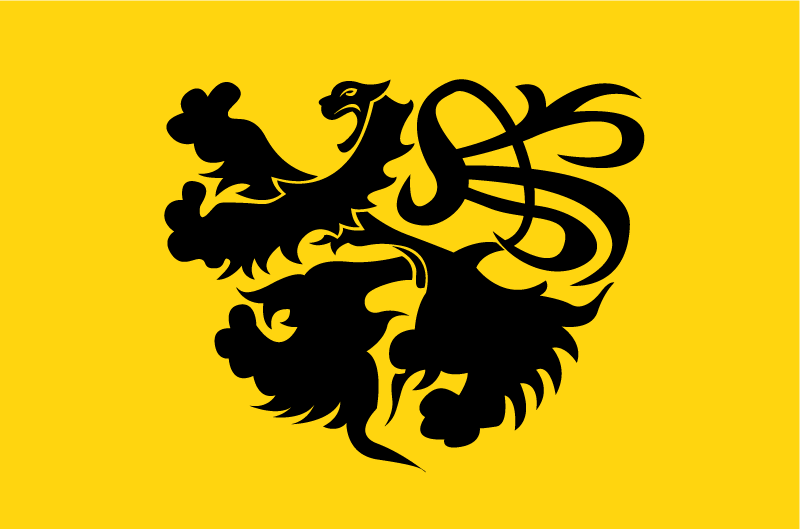
Bro Leon, un dels broioù de la Bretanya històrica.
Escut del departament francès Nord.